# Timballo
Le timballo est une spécialité culinaire italienne, à base de pâtes, de riz ou de pommes de terre, montés en flan par couches successives en alternance avec de la viande ou des légumes, ainsi que du fromage ou des œufs en guise de liant.
Les ingrédients privilégiés dépendent de la région où est confectionné le plat. En Émilie-Romagne, on emploie des pâtes sèches agrémentées de petits pois, de chair de pigeon, de fromage et de riz. Dans les Abruzzes, ce sont des crêpes qui servent de base. En Sicile, les pâtes et les aubergines sont les plus populaires. Dans le Piémont, une sauce épaisse au fromage et aux champignons sert d’accompagnement.

## Étymologie
Le terme timballo vient de l'ancien français tamballe, devenu « timbale », qui vient lui-même de l'arabe. À noter que le transfert de sens de « timbale » à « moule en forme de tambour » puis à l'aliment (en italien) qui en résulte (ou similaire) s'est produit en Italie à des époques ultérieures. En effet, le timbalier militaire du XIXe siècle prend le nom de timballiere.

## Variantes

### En Italie
Il existe plusieurs variantes du timballo en Italie. La bomba di riso est un timballo typique de la ville de Parme et de la région de Piacentino. C'est une version plus sophistiquée du sartù di riso à la chair de pigeon et à la tomate,. Les lasagnes napolitaines de carnaval avec de la scamorza, de la provola et fromages sont également considérées comme des timballo.
Autre variante, le timballo alla Bonifacio VIII, qui est un plat exclusivement préparé dans l'ancien Ristorante del Gallo d'Anagni (Latium). Ce mets qui porte le nom de Boniface VIII — pontife qui a subi l'attentat d'Anagni —, se compose de fettuccine aromatisées au jambon et d'un ragoût de boulettes de veau, d'abats de poulet et de champignons. Enfin, le timballo di riso romano, qui est une variante simplifiée du sartù avec des morceaux de foie et des cœurs de poulet.

### Dans le monde
La macaronie pie (tarte aux macaronis) est également populaire à l'étranger et préparée avec des macaronis. Aux États-Unis, la recette est également connue sous le nom de baked macaroni and cheese (macaroni au fromage cuit au four), et est traditionnelle dans le sud des États-Unis. Bien qu'il y ait eu quelques recettes antérieures de tarte au macaroni publiées dans le Nouveau Monde et remontant au XIXe siècle,, la tarte au macaroni proprement dite s'est surtout répandue au milieu du XXe siècle, lorsqu'elle a été préparée avec des spaghettis.
Le plat est également populaire en Écosse,,, en Finlande, et dans de nombreuses anciennes colonies britanniques telles que les Caraïbes, où il est consommé froid, la Barbade, où il est servi avec du poisson frit ou épicé avec diverses épices, et Trinité-et-Tobago, où il est considéré comme un plat national consommé avec de la viande en ragoût et préparé avec du cheddar, un fromage importé dans la région par les Britanniques,.